# Zoo Tycoon 2: Uitgestorven Diersoorten
Zoo Tycoon 2: Uitgestorven Diersoorten (Engels: Zoo Tycoon 2: Extinct Animals) is het allerlaatste uitbreidingspakket voor het computerspel Zoo Tycoon 2 en is uitgebracht op 17 oktober 2007. Uitgestorven Diersoorten bevat ook alle dieren en voorwerpen uit de premium download: Dino Danger.

## Ontwikkeling
In 2006 verscheen op de webwinkel Amazon.com een strategiegids van Uitgestorven Diersoorten, zo werd bevestigd dat Blue Fang Games (de ontwikkelaars van Zoo Tycoon) een nieuwe uitbreiding maakten. Dit is ook gebeurd met de uitbreiding Afrikaans Avontuur. Blue Fang was nog maar net begonnen met het maken, dat er nog geen titel voor was verzonnen. Het stond op de site als Zoo Tycoon 2: Extinct (Zoo Tycoon 2: Uitgestorven)
In januari 2007 bracht Windows een lijst uit met spellen die nog zouden uitkomen, er kwam een korte promotievideo. Later, in april, kwam een pagina genaamd Extinct Animals op de website van Games for Windows. Daarop stond informatie zoals de voorkant van de cover en bevestigingen van dieren die in de uitbreiding zouden komen. De tekst op de pagina was toen nog precies hetzelfde als die van de eerdere uitbreiding Bedreigde Diersoorten.
Op 24 mei 2007 kwam er op de officiële website van Zoo Tycoon een persbericht, waarin werd gezegd dat Zoo Tycoon 2: Uitgestorven Diersoorten in de herfst zou worden uitgebracht en dat er 30 nieuwe diersoorten bij zouden zitten. Daardoor is deze uitbreiding ook de grootste tot nu toe. In juni kwam een ander persbericht, waarin werd gezegd dat Uitgestorven Diersoorten zou worden uitgebracht op 17 oktober 2007 in het Verenigd Koninkrijk en de rest van Europa.
Toen de E3 plaatsvond, brachten Games for Windows en Blue Fang een tweede promotievideo aan. Op deze video werden de nieuwe mogelijkheden voor in het spel en een aantal screenshots getoond. De internetpagina over de uitbreiding was ook vernieuwd met screenshots en extra informatie.
In augustus 2007 bracht Blue Fang een officiële trailer uit, waarin een heleboel van de mogelijkheden van de uitbreiding, waaronder een aantal minigames, werden getoond. In dezelfde maand begonnen werknemers van Blue Fang op fansites nieuwe informatie uit te brengen.

## Gameplay

### Minigames
Een aantal nieuwe minigames (gelijkend aan de kunstjestrainingen uit Marine Mania) zitten in het spel.

Deze zijn als volgt:
- Uitgestorven dieren maken
  - Fossielen zoeken
  - Skeletten puzzelen (fossielen bouwen)
  - Dieren klonen
- Ziektes genezen
- Dinosaurussen kalmeren

#### Uitgestorven dieren maken

##### Fossielen zoeken
Om te beginnen, moet de speler een onderzoekslaboratorium aanschaffen. Daarna gaat de speler in de "Fossiel-zoek-modus". De speler moet dan fossielen vinden met een sonar-apparaat. Als de speler het benodigde aantal botten heeft gevonden, moet hij terugkeren naar het onderzoekslaboratorium voor de volgende stap. Hoe bekender de dierentuin, hoe meer fossielen men kan vinden.

##### Skeletten puzzelen (fossielen bouwen)
Dan kan de speler in het lab de fossielen in elkaar zetten, zoals een puzzel. Met de pijltoetsen kan de speler de botten draaien, zodat ze in het skelet passen. Als het compleet is, kan de speler doorgaan naar het "Kloonproces".

##### Dieren klonen
Dit is het "Kloonproces", wat ook plaatsvindt in het onderzoekslab. Deze minigame lijkt het meest op de kunstjestraining uit Marine Mania. De speler gebruikt een scanner om het DNA te analyseren, terwijl hij de linker muisknop en de pijltjestoetsen gebruikt. Als dit klaar is, kan de speler het dier altijd gratis klonen, maar moet deze minigame wel opnieuw doen om opnieuw te klonen.

#### Ziektes genezen
Soms wordt een dier ziek (zoals problemen met de spijsvertering). De speler moet dan in de "Ziekte-genezing-modus", om te helpen met het genezen. De speler moet een monster nemen van het geïnfecteerde dier, door op de spatiebalk te duwen. Dan moet de speler uitzoeken wat de oorzaak is van de ziekte, gewoonlijk zoekt de speler in of in de buurt van het verblijf van het dier. De speler neemt een monster van het object dat de oorzaak is. Ondertussen onderzoeken de geleerden het in het onderzoekslab, de speler kan tips krijgen van de onderzoekers door op de H-toets te drukken. Hoe minder de speler de hints gebruikt, hoe hoger de beloning is. Meestal is de oorzaak van de ziekte een object in of buiten het verblijf van het geïnfecteerde dier. Om het dier weer te genezen moet de speler het medicijn zoeken, dat is vaak ook een object.
Dit alles kan ook voor de speler worden gedaan, door een dierenverzorger.

#### Dinosaurussen kalmeren
Dit gebeurt alleen als een dinosaurus niet tevreden is met zijn verblijf, of met zijn verzorging. Dit veroorzaakt dat het dier uitbreekt, het zal zijn verblijf vernietigen en dan proberen om ook de dierentuin te slopen. De speler kan dit soort rampen voorkomen door de dino te kalmeren. In deze modus houdt de speler een kalmerend geweer in zijn hand en die kan hij proberen te richten op de dinosaurus. De speler moet wachten op het geweer om te laden, terwijl hij het al richt. Als het geweer helemaal is geladen, kan de speler met de spatiebalk proberen het dier te verdoven. Als de speler het geweer heeft bewogen van de dinosaurus, terwijl of nadat het werd geladen, moet hij of zij terug beginnen met laden. Als dat is gebeurd kan de speler opnieuw proberen te schieten.
Een andere mogelijkheid is om een "Dino Vang Team" in te huren. Het team bevindt zich in een verborgen bunker met bovenaan een standbeeld met twee gouden dinosaurussen op het dak. Als een dinosaurus dreigt uit te breken, gaat het team uit het gebouw en verdoven ze het dier. Het team bestaat uit 3 eenheden; de "Dino Vang Robot" en twee werknemers. De robot gaat piepen en leidt het beest af, terwijl de werknemers met het verdovende geweer schieten. Als de dinosaurus is verdoofd brengt het team hem terug naar zijn verblijf.

## Easter eggs
Uitgestorven Diersoorten is ook de uitbreiding met de meeste grapjes (Easter eggs) in.
- De killer pinguïn is een verwijzing naar de originele Zoo Tycoon, waar pinguïns welke graseter dan ook kunnen doden. Maar in Uitgestorven Diersoorten kan dit dier alle dieren doden. Het feit is dat de pinguïn uit Madagaskar komt en dus misschien een verwijzing is naar de pinguïns uit de film Madagascar. Soms verschijnt de killer pinguïn in het onderzoekslab, terwijl hij de geleerde vervangt.
- Een gletsjer zal soms een bevroren oermens bevatten. Als de gletsjer smelt, zal de oermens eruit komen en zich gedragen als een gast, voordat hij de dierentuin verlaat.
- In de "Zoopedia" staat bij de Stokesosaurus dat het dier een bril draagt. Dit gebeurt ook in het spel als er een schildersezel in zijn verblijf staat.
- Wanneer er een hotdogkraam wordt vernietigd door een gestresseerde dino, vliegen er hotdogs in het rond

## Dieren

### Lijst van dieren
Er zijn in het totaal 34 nieuwe diersoorten in dit uitbreidingspakket, plus een dier dat men moet vrijspelen (de quagga). Alle dieren uit Dino Danger zijn in het spel inbegrepen en geüpdatet.
| Dier                     | Biotoop            | Beschikbaar vanaf | Beschermingsstatus |
| ------------------------ | ------------------ | ----------------- | ------------------ |
| Amerikaanse mastodont    | Noordelijk bos     | 4,5 sterren       | Uitgestorven       |
| Ankylosaurus             | Moeras             | 4 sterren         | Uitgestorven       |
| Blauwbok                 | Grasland           | 0,5 ster          | Uitgestorven       |
| Boshert                  | Gematigd woud      | 1,5 ster          | Uitgestorven       |
| Buidelwolf               | Gematigd woud      | 3 sterren         | Uitgestorven       |
| Carnotaurus              | Noordelijk bos     | 3 sterren         | Uitgestorven       |
| Deinonychus              | Tropisch regenwoud | 2,5 sterren       | Uitgestorven       |
| Deinosuchus              | Tropisch regenwoud | 4,5 sterren       | Uitgestorven       |
| Dimetrodon               | Moeras             | 3,5 sterren       | Uitgestorven       |
| Diprotodon               | Moeras             | 2 sterren         | Uitgestorven       |
| Dodo                     | Tropisch regenwoud | 0,5 ster          | Uitgestorven       |
| Doedicurus               | Kreupelhout        | 2 sterren         | Uitgestorven       |
| Falklandwolf             | Grasland           | 2,5 sterren       | Uitgestorven       |
| Gigantopithecus          | Tropisch regenwoud | 4,5 sterren       | Uitgestorven       |
| Holenleeuw               | Berggebied         | 3,5 Sterren       | Uitgestorven       |
| Kentrosaurus             | Moeras             | 2 sterren         | Uitgestorven       |
| Kortsnuitbeer            | Toendra            | 4 sterren         | Uitgestorven       |
| Oeros                    | Gematigd woud      | 1 ster            | Uitgestorven       |
| Olifantsvogel            | Moeras             | 2,5 sterren       | Uitgestorven       |
| Protarchaeopteryx        | Moeras             | 1 ster            | Uitgestorven       |
| Quagga                   | Savanne            | 1,5 ster          | Uitgestorven       |
| Reuzenkameel             | Grasland           | 1,5 ster          | Uitgestorven       |
| Reuzenluiaard            | Kreupelhout        | 5 sterren         | Uitgestorven       |
| Reuzenwrattenzwijn       | Savanne            | 3,5 sterren       | Uitgestorven       |
| Sabeltandkat             | Noordelijk bos     | 4 sterren         | Uitgestorven       |
| Siciliaanse dwergolifant | Grasland           | 3 sterren         | Uitgestorven       |
| Sivatherium              | Savanne            | 1 ster            | Uitgestorven       |
| Stegosaurus              | Noordelijk bos     | 4 sterren         | Uitgestorven       |
| Stokesosaurus            | Noordelijk bos     | 1,5 ster          | Uitgestorven       |
| Styracosaurus            | Tropisch regenwoud | 1 ster            | Uitgestorven       |
| Triceratops              | Noordelijk bos     | 4 sterren         | Uitgestorven       |
| Tyrannosaurus rex        | Tropisch regenwoud | 5 sterren         | Uitgestorven       |
| Utahraptor               | Gematigd woud      | 4,5 sterren       | Uitgestorven       |
| Velociraptor             | Woestijn           | 0,5 ster          | Uitgestorven       |
| Wolharige neushoorn      | Toendra            | 3,5 sterren       | Uitgestorven       |

### Vrij te spelen dieren
Onderstaande dieren kunnen worden vrijgespeeld door een doel te bereiken of als de speler een score tussen 10% en 50% bij de minigame "Dieren klonen" behaalt. Geen van hen, behalve de killer pinguïn en de quagga, hebben een pagina of artikel in de "Zoopedia".
| Diersoort               | Habitat | Vrijgespeeld door                | Opmerkingen |
| ----------------------- | ------- | -------------------------------- | --- |
| Eekhoorn                | Geen    | Minigame                         | Geen echt dier, meer een selecteerbaar bewegend omgevingsobject. |
| Springhaas              | Geen    | Minigame                         | Geen echt dier, meer een selecteerbaar bewegend omgevingsobject. |
| Gigantische stierkikker | Geen    | Minigame                         | Geen echt dier, meer een selecteerbaar bewegend omgevingsobject. |
| Grote monarchvlinder    | Geen    | Minigame                         | Geen echt dier, meer een selecteerbaar bewegend omgevingsobject. |
| Killer pinguïn          | Toendra | Minigame                         | Een van de twee dieren die men kan vrijspelen die ook echt als dier te verzorgen zijn. Het dier is een Easter egg, gebaseerd op de eerste Zoo Tycoon, waarin keizerspinguïns welke herbivoor dan ook kunnen doden. De Killer pinguïn kan alle dieren doden. Het jong is zo gevaarlijk als een grote rovende dinosaurus en de volwassene is het gevaarlijkste dier in het spel. |
| Quagga                  | Savanne | Doelstelling of fossielen zoeken | De speler moet van elke uitgestorven diersoort minstens één exemplaar in het wild vrijlaten. De speler kan ook op zoek gaan naar de fossielen van dit dier. Vanaf dan is het dier vrijgespeeld en komt het steeds beschikbaar vanaf 1,5 sterren. Het is mogelijk om het dier met een gewone zebra te laten paren.                                                              |